# Villa Treu

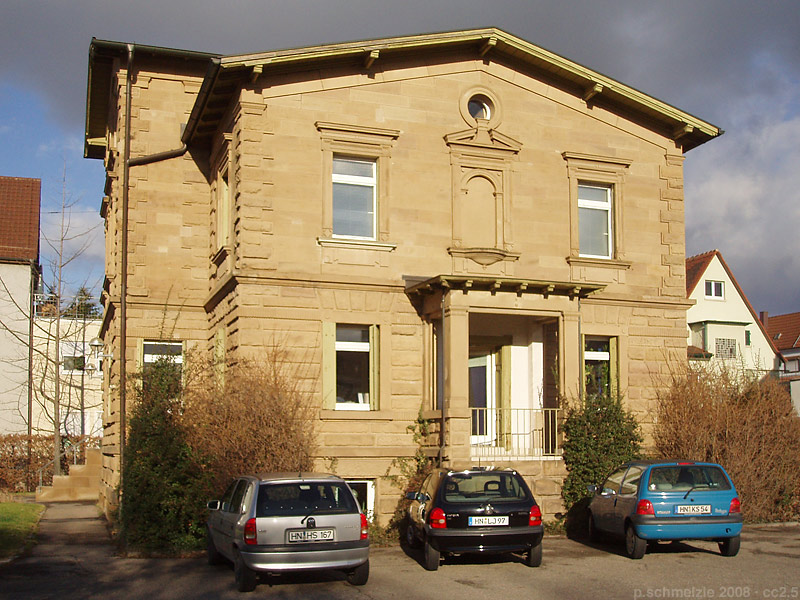
Villa Treu in Heilbronn

Die Villa Treu in der Urbanstraße 19 in Heilbronn ist ein denkmalgeschütztes Gebäude von 1874.
Die Villa wurde für den Baumeister Treu nach dessen eigenen Entwürfen erbaut. Im Gebäude befanden sich neben Wohnräumen ursprünglich wohl auch Büroräume und eine Bibliothek. 1901 wurde das Treppenhaus angebaut und die Villa dabei auch im Inneren zum Teil umgestaltet.

## Beschreibung
Die Villa lehnt sich in ihrer Gestaltung mit rustikalem Sichtmauerwerk, Risaliten und Loggien mit Skulpturennische an italienische Landhausbauten der Renaissance an. Im Inneren weist die Villa zahlreiche Merkmale des Jugendstils auf, darunter pflanzliche Ornamente in der Stuckdecke und geohrte Türrahmungen.